# Bob Morane: Jungle
Bob Morane: Jungle o Bob Morane: Jungle 1 (ma non è mai esistito un 2) è un videogioco di avventura dinamica sul personaggio letterario belga Bob Morane, pubblicato nel 1987 per i computer Amstrad CPC, Atari ST, MS-DOS, Thomson MO6 e Thomson TO8 dalla Infogrames. È il primo di una serie di quattro videogiochi su Bob Morane.
Nel Regno Unito fu pubblicato come Lee Enfield: An Amazon Adventure (o Lee Enfield in An Amazon Adventure in copertina), togliendo i riferimenti al personaggio originale. La serie, nella versione inglese, è chiamata Time Troubleshooter e in questa il gioco è considerato il terzo.
La versione Thomson uscì anche in italiano, con il titolo Bob Morane: Giungla, per Olivetti Prodest PC 128 (variante del Thomson MO6).
Jungle fu seguito da Bob Morane: Chevalerie, Bob Morane: Science fiction e Bob Morane: Ocean, con ambientazioni sempre diverse. Solo Chevalerie è abbastanza simile, come genere e formato, a Jungle, gli altri hanno meccaniche del tutto diverse.

## Trama
Nella giungla sudamericana ai piedi delle Ande, l'agente speciale Bob Morane deve salvare il collega Bill Ballantine, prigioniero dell'Ombra Gialla, storico arcinemico del protagonista. Ombra Gialla intende impadronirsi del tesoro dei Chibcha. Bob dovrà affrontare gli animali della giungla e gli scagnozzi dell'avversario che pattugliano le molte stanze dell'antico santuario. Ha a disposizione un coltello, un rilevatore di prossimità e alcune cariche di dinamite.

## Modalità di gioco
Bob Morane: Jungle si svolge in un ambiente da esplorare, composto da molti luoghi adiacenti, ciascuno con inquadratura tridimensionale statica. I luoghi sono zone di giungla e stanze dell'antico santuario, a formare un labirinto con trappole.
La visuale sul luogo attuale occupa solo una parte dello schermo, in una finestra relativamente piccola.
Il resto dello schermo è occupato da decorazioni non attive e da qualche indicatore. Un'altra finestra in particolare mostra un grande volto di Bob Morane, che può cambiare espressione o mostrare ferite, a seconda dello stato del personaggio. Un radar mostra la presenza di eventuali nemici nei luoghi circostanti. Due icone mostrano la disponibilità di dinamite e lo stato di carica del rilevatore, ossia il radar; se scarico non funziona più, ma essendo a energia solare si ricarica stando all'aperto (nella giungla e non nel santuario).
Il giocatore controlla Bob che può muoversi in orizzontale all'interno del luogo attuale, e cambiare luogo uscendo dai lati o nelle direzioni trasversali allo schermo. Possono avvenire una serie di combattimenti picchiaduro con il coltello, contro un nemico alla volta, quando si fanno incontri con scagnozzi o con bestie, che sembrano avvenire in modo casuale. In combattimento, combinando il pulsante ai movimenti, si può effettuare un totale di nove tipi di mosse di attacco o difesa. Con apposito tasto si può gettare la dinamite, presente in quantità limitata, per uccidere un nemico oppure per distruggere determinati ostacoli e aprire passaggi.

## Libro
Come per i successivi giochi della serie, la versione originale francese include un libro di oltre 300 pagine intitolato Bob Morane magazine - Jungle 1 (sebbene non risultino esistere numeri successivi), edito dalla Glénat, che contiene varie opere a tema: il romanzo La vallée des 1000 soleils di Henri Vernes, il fumetto La source d'éternité di Birger e Rafael, il librogame Le secret de Mapochito di Pierre Rosenthal e una guida di sopravvivenza di Philippe Agripnidis.

## Accoglienza
Bob Morane: Jungle ricevette accoglienza prevalentemente media o negativa dalla stampa europea. Qualche critica andò alla finestra della visuale principale troppo piccola. Secondo la rivista Tilt il gioco per Atari ST e Thomson era sufficiente, pur essendo il meno convincente della serie di Bob Morane, ma la versione MS-DOS fu giudicata male, in quanto molto penalizzata dalla grafica a pochi colori, non chiara. Per Aktueller Software Markt (MS-DOS) il giudizio era medio, per Micro News non entusiasmante. Giudizi molto scarsi vennero da Amstrad Action (37%), che trovava il gioco noioso e ripetitivo, e da Génération 4 (35% Atari ST), che trovava l'azione confusionaria.
Pareri positivi vennero da ST Magazine e soprattutto da Computing with the Amstrad, forse l'unico voto abbastanza alto noto (78%).